# Culicoides gemellus
Culicoides gemellus är en tvåvingeart som beskrevs av John William Scott Macfie 1934. Culicoides gemellus ingår i släktet Culicoides och familjen svidknott. Inga underarter finns listade i Catalogue of Life.